# Opel 12/50 PS
Der Opel 12/50 PS war ein PKW der Oberklasse, den die Adam Opel KG von 1927 bis Ende 1928 als Nachfolger des Modells 14/48 PS baute.
1927 stellte Opel zwei Modelle als Nachfolger des lange Jahre gebauten Modells 14/48 PS vor, den 12/50 PS und den größeren 15/60 PS.
Der Motor des 12/50 PS war ein Sechszylinder-Reihenmotor mit 3136 cm³ Hubraum, der 50 PS (37 kW) bei 2800/min. leistete. Der Motor hatte einen abnehmbaren Zylinderkopf und seitlich stehende Ventile. Gespeist wurde der Motor durch einen einzelnen Vergaser von Solex oder Zenith.
Die Motorleistung wurde über eine Mehrscheibenkupplung, ein manuelles Dreiganggetriebe, eine Kardanwelle und ein Differential an die Hinterräder weitergeleitet. Die Wagen erreichten eine Höchstgeschwindigkeit von 90 km/h.
Der Wagen hatte einen Rahmen aus Stahl-U-Profilen mit zwei Längsträgern und fünf Querträgern. Die vordere Starrachse hing an halbelliptischen Blattfedern, die hintere an viertelelliptischen. Die große Neuerung beim 12/50 PS  und seinem Schwestermodell 15/60 PS war der Einsatz von Stoßdämpfern. Alle vier Räder wurden mit Trommelbremsen verzögert.
Den 12/50 PS gab es mit drei verschiedenen Werksaufbauten: einem siebensitzigen Tourenwagen, einer viertürigen Pullman-Limousine und einen Kombi, die beiden letzteren jeweils in Standard- und Luxusausführung.
Ende 1928 ersetzte das Modell 3,7 Liter den 12/50 PS.